# Tus
Tus (persa: توس, Tōs; àrab: طوس, Ṭūs) és una antiga ciutat-regió de l'Iran a la província de Razavi Khorasan. El Shah-nama esmenta Tos Nodharan com a comandant en cap (ispahbadh) hereditari de les forces perses en els regnats de Kay Kawus i Kay Khusraw. El Tus original era una comarca formada per la part superior de la vall del Kashaf Rud o Kashafrud (Riu de Tortugues) afluent de la dreta del Hari Rud; la cadena de Binalud Kuh la separava de Nixapur. Inicialment la vila principal de la comarca era Nawkan o Nawghan i després Tabaran (derivat del poble dels tapyroi esmentats per Arrià); la primera va desaparèixer el 1330 i la segona va esdevenir un barri d'una nova ciutat que va agafar el nom de Tus. El poble de Sanabad a la regió de Tus, fou suplantat per Mashad originada a l'entorn d'un mausoleu, i que va absorbir Nawkan. Mashad va esdevenir el centre de l'antiga regió de Tus, o sigui la vall de Kashafrud, i finalment de tot el Khorasan.

## Història

### Història antiga
El nom Tus correspondria a la població que en època clàssica s'esmenta com Susia (Σούσια) a la província d'Aria (Pèrsia), on va arribar Alexandre el Gran el 330 aC. Tus és esmentada el 497 com a seu d'un bisbe nestorià (bisbe de Tus i d'Abarshahr = Nixapur). El marzban de Tus es va sotmetre voluntàriament als valís de Kufa i de Bàssora a canvi de ser posat al front del govern del Khorasan (949). Abd Allah ibn Amir ibn Kurayz, governador de Bàssora, va conquerir Tus poc després; el marzban de Nixapur va acceptar pagar un tribut d'un milió de dirhams mentre que el de Tus, anomenat Kanarang, va pagar només 600.000 dírhams; de fet Nixapur va passar aviat al califat però Tus i Nasa va restar en mans de Kanarang. La ciutat era essencial per a passar cap a Merv. Kanarang realment no era un nom sinó un títol que ostentaven els governadors generals hereditaris de la província d'Abarshahr (que incloïa Nixapur, Tus, Nasa i Abiward) i que segurament eren membres d'una dinastia local subjecte a vassallatge pels sassànides i sembla que en iniciar-se la conquesta musulmana estaven enfrontades dues branques de la família, sent la principal la de Nixapur i la rebel la de Tus.

### Domini musulmà
Vers el 700 Tus fou ocupada pels Banu Tamim que encara la dominaven el 743. El 748 Khataba, lloctinent d'Abu-Múslim, va derrotar decisivament prop de Tus al governador omeia Nasr ibn Sayyar. L'any 800 es va revoltar Abu l-Khasib de Nasa i va ocupar Tus i Nixapur i altres poblacions de manera temporal. El 24 de març de 809 Harun ar-Raixid que anava a operar al Khorasan contra el rebel Rafi ibn al-Layth ibn Nasr ibn Sayyar va morir a la ciutat; el 8 d'agost de 818 hi va morir (estrictament a Sanabad al costat de Tus, que és la moderna Mashad) l'hereu designat, l'alida Alí ibn Mussa (Alí ar-Ridà); les tombes dels dos homes estaven properes, però la del califa ha desaparegut.
Al-Idrisi diu que els tahírides van tenir capital a Nawkan però que "després del setge" la capital fou traslladada a Nixapur; no se sap de quin setge parle però els fets van haver de passar entre 828 i 845. El 878 fou arruïnada per la revolta d'Ahmad ibn Abd-Al·lah al-Khujistaní antic servidor de Muhàmmad ibn Tàhir, que va dominar Nixapur el 875-876 passant llavors a Herat 876-878, per retornar a Nixapur el 878-882. Al-Yaqubí el 891 és el darrer a esmentar Nawkan com a ciutat principal del districte de Tus. El 896 Amr ibn al-Layth va derrotar a Tus al governador Rafi ibn Hàrthama (882-896) que des de 884 actuava de manera semi-independent.

### Samànides i gaznèvides
El 921/922 Leyli ibn Numan, general de l'alida Hasan ibn Kasim, va marxar a Nixapur i va fer llegir la khutba en nom del seu senyor. El samànida Nasr II ibn Àhmad hi va enviar al general Hammuya ibn Ali que fou derrotat prop de Tus, però poc després Layli va morir en la lluita. El 947 es va revoltar contra els samànida Nuh I ibn Nasr el governador de Tus i dependències Abu Mansur Muhàmmad ibn Abd-ar-Razzak; l'emir samànida va enviar a la zona Mansur ibn Karatigin; el rebel va passar de Nixapur, on s'havia establert, a Ustawa (Kučan); el seu germà Rafi ibn Abd-ar-Razzak fou assetjat al fort de Sumaylan i després al fort de Darak (a 15 km de l'anterior); Sumaylan fou desmantellada però Rafi va conservar Darak. El 950/951 Abu Mansur Muhammad va aconseguir el perdó de l'emir i va retornar a Tus. Abu Mansur Muhammad fou amic de Firdawsi natiu de Tus. El 960 Abu Mansur Muhammad fou nomenat sipahsalar de Khorasan però poc després destituït en favor d'Alptigin, retornant el primer a Tus. El 961 va pujar al tron el samànida Mansur I ibn Nuh i Alptigin va caure en desgràcia; Abu Mansur Muhammad va enviar tropes des de Nawkan i Tabaran en direcció a Čaha en la ruta Merv-Nixapur, però no va aconseguir atrapar a Alptigin i davant el perill de càstig es va revoltar i va acabar enverinat.
Al final del segle x Tabaran era la primera ciutat de la comarca. Tus era considerat un dipòsit per Nisahpur i no disposava de gran ciutats doncs ni Nawkan ni Tabaran ho eren, només eren les més gran però relativament petites. Altres poblacions eren al-Radkan, Djnabad, Usturkan i Trughbadh. Tabaran tenia una ciutadella i un mercat, tot i que Nawkan tenia el mateix però lleugerament inferior. El 995 Mahmud de Gazni va rebre el govern de Nixapur de Nuh II ibn Mansur; Abu Ali Simdjuri i Faik, dos generals samànides refugiats a Gurgan, van retornar però foren derrotats per Sebuktegin (el pare de Mahmud) a Andarakh a la comarca de Tus. Amb la força de tenir sota el seu comandament l'exèrcit de Khorasan, Mahmud, a la mort del seu pare l'agost del 997, va poder reclamar la successió contra el seu germà Ismail ibn Sebuktegin (997-998) designat successor pel difunt en una decisió estranya, ja que no tenia ni l'experiència ni el prestigi de Mahmud, el qual a més era el germà gran. Mahmud va derrotar el seu germà i va agafar el poder. Llavors (999) va refermar la seva autoritat sobre Khorasan on va expulsar al seu rival Beg Tuzun de Tus i va nomenar governador al seu amir principal Arslan Djadhib que hi és esmentat fins al 1029 tot i que el 1006/1007 els karakhànides van fer uan expedició que va ocupar Tus i Nixapur però foren expulsats al cap de poc per Mahmud de Gazni en tornar de l'Índia. Va restaurar la tomba alida i va prohibir als habitants no xiïtes de molestar als pelegrins alides.

### Oghuzz i seljúcides
Els karakhànides de Bukharà amb Altigin ibn Boghra Khan (Ali Tekin o Ali Tegin) foren derrotats el 1025 per les forces de Mahmud de Gazni i del gurkhan karakhànida Kadir Khan; entre els seus oficials hi havia alguns caps oghuz entre els quals un fill de Seldjuk, Arslan-Israil, que es va establir a territori gaznèvida, i els nets Çağrı i Tughril (fills de Mikail, un altre dels fills de Seldjuk); aquests darrers van restar al costat d'Ali Tegin o Altigin per un temps però finalment es van enemistar amb el seu senyor i van abandonar Transoxiana cap a Coràsmia entre 1030 i 1034. Com que el cap oghuz Abul Fawaris Shah Malik havia assolit el poder a Djand, van haver de sortir d'aquesta zona; a la mort de Mahmud de Gazni el 1030, els desordres van ser la causa que els turcmans gaznèvides sortissin dels campaments establerts al Khorasan, i Çağrı i Tughril, un oncle d'aquests, Musa Yaghbu, i un parent (germanastre o bé cosí de Togril i Čaghri Beg, segons les fonts) de nom Ibrahim Inal, van signar un acord amb el nou sultà Masud I ibn Mahmud per ocupar el seu lloc i van rebre el govern de la part nord del Khorasan occidental (l'estepa d'aquesta zona); en endavant en comptes de servir al sultà van començar a actuar pel seu compte i a saquejar les ciutats, i els habitants es van posar contra Masud I, al que consideraven que pagaven els impostos i a canvi no els defensava. D'altra banda es va formar un partit al Khorasan que considerava millor estar sotmesos als dos germans seljúcides que al sultà gaznèvida, ja que així aconseguirien desviar als turcmans a saquejar cap a altres llocs. Les bandes seljúcides amenaçaven Balkh, Nixapur, Tus i Gurgan (vers 1034); la gent de Tus i la d'Abiward es va unir als seljúcides per atacar Nixapur, però en aquell moment va arribar el governador del Kirman amb 300 homes i la gent de Nixapur va posar en fuita als atacants; el governador de Kirman va massacrar 20.000 persones a Tus; els propietaris van haver d'entregar ostatges. El 1036 Çağrı Beg Dawud es va presentar davant Merv que li va obrir les portes, i va fer llegir la khutba en el seu propi nom. Toghril Beg I va fer el mateix poc després a Nixapur agafant el títol d'al-Malik al-Muazzam (el més eminent dels sobirans). Vers 1037 Herat es va sotmetre a Çağrı Beg Dawud, que hi va entrar i va enviar alguns parents en direcció a Sistan. Masud va reaccionar i va enviar al seu comandant en cap (subashi) que fou derrotat pels seljúcides prop de Sarakhs i es va haver de retirar cap a Tus. El 1039 la lluita entre Masud i Toghril es va incrementar; Toghrul, des d'Ustuwa (Kučan) es va refugiar cap a les muntanyes i els congost de Tus i d'allí va passar a Abiward; alguns partidaris de Toghril a Tus es van fer forts en una muntanya però Masud va conquerir la posició dirigint l'atac en persona. La guerra va acabar amb el decisiu triomf seljúcida a la batalla de Dandakan el 23 de maig de 1040 que va donar el Khorasan als seljúcides.
El 1072 el sultà Malik Shah I va concedir feus al seu visir Nizam al-Mulk Abu Ali al-Hasan, entre els quals Tus, la ciutat on havia nascut. Sembla que el visir hi va fer diverses construccions (destaquen una mesquita a Tabaran i una a Nawkan). El 1116 un altercat a Tus entre un alauita i uns sunnites va originar disturbis seriosos; els sunnites de Tus van atacar Mashad hi van fer destrosses; llavors es va construir el mur de Mashad com a protecció contra actes similars (1121). El 1153 els ghuz que tenien presoner al sultà Sandjar, van entrar a Tus i van matar als homes i es van emportar a les dones, destruint les mesquites; només el lloc del martiri de l'imam Ali al-Rida va evitar a destrucció.

### Elseglexii
Aprofitant l'anarquia, un general esclau de Sandjar de nom Ay-Aba al-Muayid es va apoderar de Nixapur, Tus, Nasa, Damghan i altres llocs (vers 1153); a la mort de Sandjar el 1157 el seu nebot i hereu, el karakhànida Mahmud ibn Muhammad no va poder sotmetre a al-Muayid i només va poder cobrar-li tribut; el mateix 1157 un rival d'al-Muayid, de nom Aythak o Ay-tak va devastar la regió de Tus que va quedar arruïnada. El 1158 els ghuz van derrotar a al-Muayid a Merv, el van perseguir i van devastar també Tus. En aquest temps va esclatar un conflicte entre Muayyid ibn Husayn, cap dels xafiïtes, i els alauites; els habitants de Tus dirigits per Isfarayin i Djuwayn van ajudar al cap xafiïta contra els alauites, però foren derrotats. El 1160 Ay-Aba al-Muayid es va reconciliar amb el sultà Mahmud ibn Muhammad i fou restablert com a governant del seu antic principat i va lluitar també contra els alauites; el 1161 el sultà es va enfrontar als ghuz que eren el seu principal suport i aquests van devastar Tus incloent Mashad (però van respectar el mausoleu i santuari); el mateix any el sultà Mahmud ibn Muhammad fou cegat per al-Muayid i va fer dir la khutba en nom propi; una revolta d'un tal Abu Bakr Djandar a les fortaleses de Waskarah-Khuy i Karastan al Tus (no identificades), fou dominada. El 1163 al-Muayid va reconèixer la sobirania del sultà Arslan Shah ibn Toghrul (que dominava l'Iraq Ajamita). Ibn al-Athir diu que al-Muayid dominava Kumis, Nixapur, Tus, Nasa i fins a Tabas-Knkli (no identificada). El 1172/1173 al-Muayid es va aliar al pretendent Sultan Shah Mahmud (o Mahmud Sultan Shah, príncep que tenia el suport de la reina Terkhen Khatun i va estar revoltat vers 1172-1173 al Khorasan) però aquest fou eliminat pel seu germà Tekish que va fer matar al-Muayid (i una font diu que va arribar fins a Tus); el va succeir el seu fill Toghan Shah. El 1173 el seu esclau Kara-Kush es va apoderar de Tus i de Djam per un temps. Després Tus i el Khorasan va caure en mans del xa de Coràsmia (del qual va rebre la investidura del califa el 1199).

### Arribada dels mongols
El 1198 Tekish amb suport dels kara khitay, va atacar als gúrides avançant per la via de Tus cap a Herat; el 1200/1201 els gúrides van ocupar el Khorasan que estava en mans del xa de Coràsmia. Tus es va rendir després d'un setge de tres dies i fou saquejada. El maig de 1220 els generals mongols Djebe i Subotai (Subetey) van perseguir Ala al-Din Muhammad i van arribar a Nixapur; Subotai va avançar cap a Djam i Tus; la població de Nawkan es va sotmetre però Tabaran va resistir i el mongol hi va fer una matança. Al marxar els mongols les poblacions van començar a estar rebels i el hashariyan (cap de la milícia) de Tus va matar el shina (governador militar) mongol, però el general mongol Kishtimur va venir d'Ustuwa (Kučan) i va arrestar i executar al culpable i va desmantellar les fortificacions; mentre va arribar l'avantguarda de l'exèrcit de Tului, el fill de Genguis Kan que va ocupar les darrers fortaleses que resistien a la regió de Tus; Nawkan va tornar a resistir així com una fortalesa anomenada Kar (no localitzada); Nawkan fou conquerida el 2 de juliol de 1220. A la primavera del 1221 Tului i el gruix de l'exèrcit es va presentar a Merv i es va dirigir a Tus ocupant poble a poble i massacrant els habitants que encara quedaven. Un aventurer de nom Tadj al-Din Farizanai s'havia apoderat de la ciutadella de Tus i es diu que es va sotmetre a Kulbulat que devia ser un general, enviat per Khamidbur (que devia ser un altre general mongol). El 1230 fou nomenat governador del Khorasan l'uigur budista Kürküz (El Llarg) que va fixar residència a Tus, a la vila de Tabaran, on només quedaven 50 cases habitades; va construir allí un palau (imarat); la vila es va recuperar amb rapidesa. A Kürküz el va succeir l'amir oirat Arghun; després d'un viatge a l'ordu, en tornar va fer restaurar el palau Mansuriyya i les fortaleses, que estaven en ruïnes; fou confirmat per Mongke (1251/1252) i va donar el govern de Nixapur i Tus al seu subordinat Malik Nasir al-Din Ali. Arghun va servir després a Hulegu quan es va crear l'Ilkanat i va morir a Radkan (a Tus) el 1275 en el regnat d'Abaqa. Hi devia haver cristians a la zona perquè el 1278 quan el que després fou patriarca Yabahllaha III, en el seu camí entre Karakorum i Jerusalem va parar al monestir de Mar Sehyon, prop de Tus. El 1279 s'esmenta al bisbe de Tus, Simeó, que fou ordenat metropolità de la Xina.

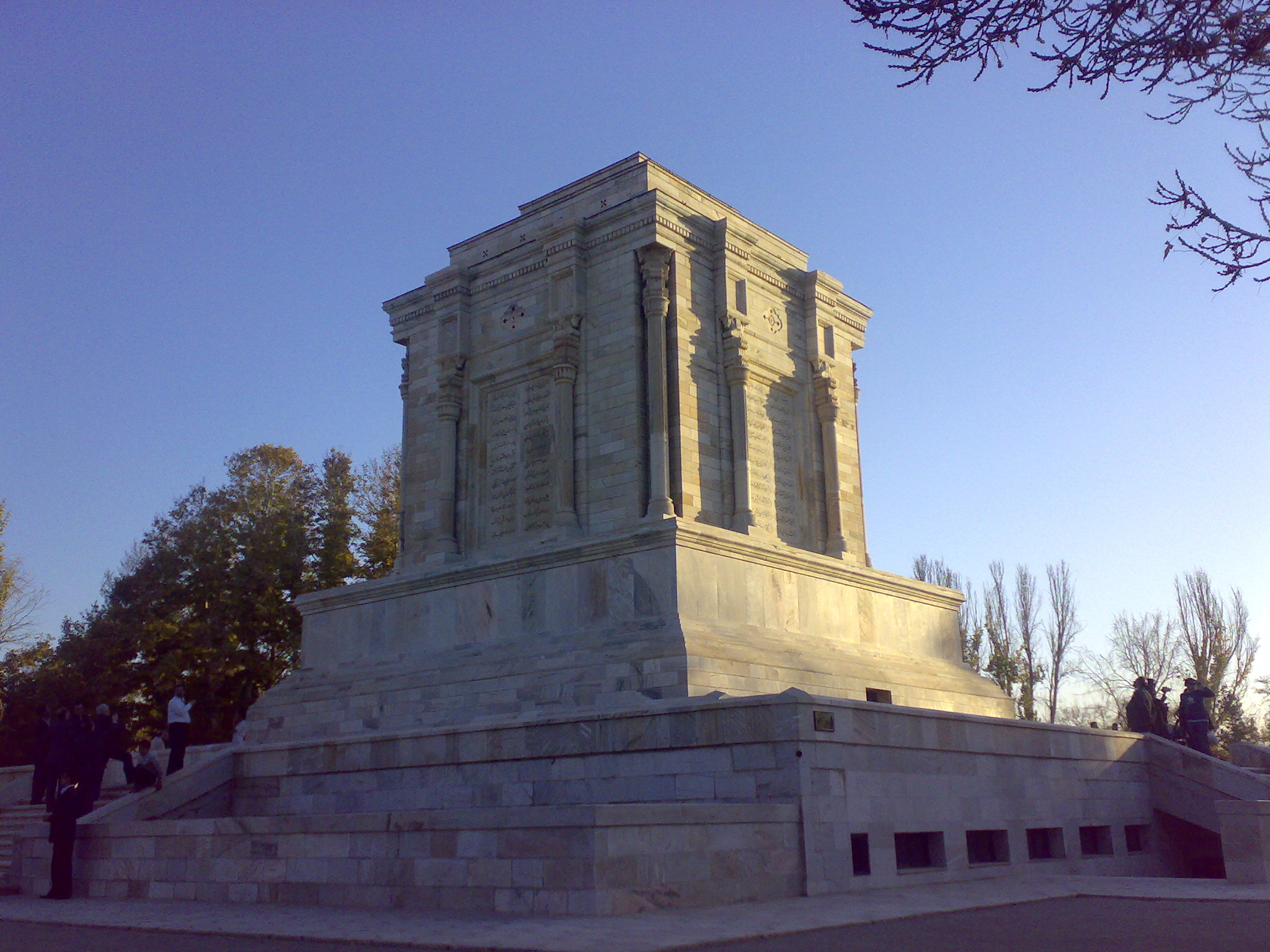
Tomba de Ferdowsi

### Ja'un-i Qurban
Els Jun-Ghurban o Ja'un-i Qurban (persianitzat com Jankurban) foren els descendents de Nawruz ibn Arghun, el fil d'Arghun. Aquest tenia els seus feus a la regió de Tus però no exercia cap càrrec. El seu fill Arghun Shah, a la caiguda dels Ilkhans (després de 1335) prengué el control de Tus, Kučan, Kalat, Abiward, Nasa i Merv i portava el títol de padishah de Nixapur Tus, però va perdre Nixapur el 1337 davant el sarbadàrida Masud. Va tenir un paper decisiu en l'elecció de Togha Temur (il-kànida); a la mort d'aquest el 1353 els seus dominis foren repartits entre els sarbadars, els kart d'Herat i Arghun Shah però finalment aquest va perdre Tus davant els sarbadàrides vers 1358; van succeir a Arghun Shah els seus fills Muhammad Beg i Ali Beg que vers 1361 van poder recuperar Tus. A Muhammad Beg Ghorbany (cap dels Ja'un-i Qurban de Tus) Tamerlà li va demanar suport durant la guerra civil amb Amir Husayn, el 1366.
Al començament de 1381 Tamerlà es va dirigir personalment a Tus i Ali Beg ibn Arghun Shah li va sortir al pas per fer homenatge i es va agenollar a la catifa del tron de l'emperador sent deixat com a vassall, però l'hivern del 1381-1382 es va tancar a la fortalesa de Kalat; finalment es va haver de rendir el 1382 davant Shaykh Ali Bahadur i fou deportat a Andijan on fou executat poc després (abans de final d'any); el conqueridor en recompensa va rebre el feu de Radkan. La resta dels Jankurban foren deportats a Taixkent. El 1389 hi va haver una revolta al Khorasan en la qual van participar els sarbadàrides, Hajji Beg (germà petit d'Ali Beg) i les milícies de Kalat i Tus. El Zafer-nama esmenta que aquesta revolta fou sufocada per Miran Shah el fill de Timur, el qual va arribar a la regió de Bahrabard on va trobar a les forces del sarbadàrida rebel a las que va atacar i va derrotar; només el cap rebel Malek va poder fugir ferit, amb dos o tres guàrdies, cap a Pèrsia. Hajji Beg havia estat nomenat pel govern de Tus pel mateix Tamerlà el 1387 i allí va fer una fortuna però al sentir els rumors sobre suposades victòries de Toktamish va decidir revoltar-se i va deixar de fer la khutba en nom de Tamerlà; s'hauria enfrontat llavors durant uns mesos al amir Ak Buka, de la família Jankurban però que havia restat lleial a Tamerlà i que va assetjat Tus, fins l'arribada de Miran Shah amb l'exèrcit i llavors va fugir cap a Semnan però fou capturat sayyid de Hazarajird que el va entregar a Miran Shah que el va fer executar
Tus, la nova ciutat formada a l'entorn de Tabaran, fou devastada i deu mil habitants foren massacrats (juliol del 1389). La ciutat va desaparèixer.

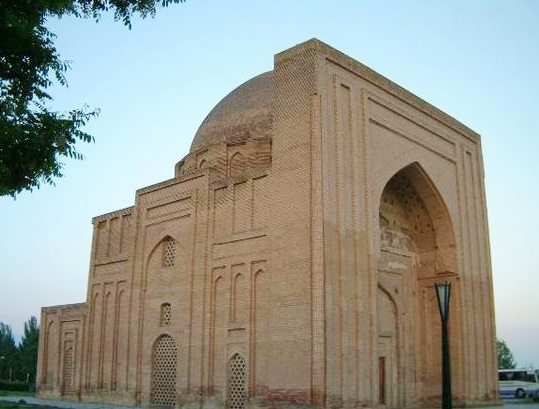
Haruniyya

### Tamerlà i successors
El 1404 Tamerlà encara va fer executar prop d'Ishkabad (Aşgabat) als jankurbans Ak Buka i Kara Buka que havien participat en un complot en la seva absència. Xah Rukh (timúrida), fill de Tamerlà, va intentar reconstruir la ciutat i va enviar per fer-ho al l'amir Said Khoja (1405) que el 1406 s'hi va revoltar. El 1407 les ciutats de Tus, Kučan, Kalat i altres foren confiades al príncep Ulugh Beg (des de 1409 governador de Samarcanda). El 1414 les ciutats de Tus, Mashad, Abiward, Salmakan, Jermakan, Khabuixan, Nisa, Yazer, Astarabad, Xemasan, Kebudjamah, les fortaleses i dependències de Gurgan i tot el Mazanderan. La dinastia timúrida va conservar el poder a la regió fins a l'inici del segle XVI; Shah Mahmud hi va governar breument el 1457, però a finals del 1457 en fou expulsat per Djahanshah ibn Kara Yusuf dels kara koyunlu que hi va restar fins al 1458 quan va abandonar la regió. Muhammad Husayn Mirza ibn Husayn Baykara hi va governar del 1498 al 1499, que després de ser nomenat es va revoltar però fou deposat.

### Uzbeks i safàvides
El 1507 hauria passat a Muhàmmad Xibani les forces del qual suposadament va arribar fins a Gurgan el 1508. El 1510 el país fou envaït pels safavides sota Ismail I i Mashad fou ocupada. Xibani va morir en la batalla de Merv el 2 de desembre de 1510. El 1512 Ubayd Allah Sultan, nebot de Xibani, va fer aixecar als perses el setge d'Herat i va arribar fins a Tus i Isfarayin però al retornar Ismail I va evacuar el Khorasan. El 1521 s'esmenta un governador persa de Tus i Mashad; un príncep de nom Ibrahim fou enterrat a Mashad el 1575.
El nom de Tus va passar progressivament a l'oblit deixant d'esmentar-se durant el segle xvi. La nova ciutat de Tus (antiga Tabaran), en una posició geogràfica massa vulnerable, va desaparèixer. La regió va perdre el nom de Tus i al segle xix era coneguda com a Junighurbani de la tribu de turcmans que hi habitava. A l'inici del segle xix la ciutat de Tus encara tenia 30 cases, però després es va despoblar; Mashad, cada cop més important, va atreure molta gent de la rodalia i fou la causa final del despoblament. Només queden les muralles i restes de la ciutadella; entre les ruïnes es mostre una suposada tomba de Firdawsi (s'hi va fer el 1934 durant la dinastia Pahlavi un mausoleu modern); al mig de les runes hi ha un monument anomenat Haruniyya que la gent suposa que fou la tomba d'Harun ar-Raixid (que se sap que era a Mashad) i seria en realitat la tomba d'un imam entre el segle xii i XIV.

## Personatges
- Firdawsí, autor de l'èpica persa Shah-nama
- Nidham-al-Mulk Abu-Alí al-Hàssan, visir seljúcida
- Nassir-ad-Din at-Tussí, astrònom i filòsof
- Amir al-Tusi, militar
- Jàbir ibn Hayyan, alquimista, astròleg, astrònom, físic i filòsof
- Abu-Hàmid al-Ghazalí, teòleg, filòsof, jurista i sufí
- Xàraf-ad-Din at-Tussí, matemàtic i astrònom